# Candide
Candide, čili Optimismus (francouzsky Candide, ou L`Optimisme) je satira francouzského osvícenského filosofa Voltaira, poprvé vydaná roku 1759 jako pseudopřeklad z němčiny. Novela je mimo jiné satirickou reakcí na Leibnizovo učení o nejlepším možném světě. 

## Obsah
Děj novely se odehrává v Německu někdy v 18. století. Hlavní postava příběhu Candide vyrůstá ve Vestfálsku na krásném zámku barona Thunder-ten-Tronckha. Jméno dostal podle svého prostého až dětinského chování. Naivně myslí, má jemné mravy, zastává jednoduché názory a bezelstně jedná. (Podobné postavy se vyskytují například v dílech Forrest Gump či Stoletý stařík, který vylezl z okna a zmizel.) Jeho učitel, filozof Panglos, totiž zastává teorii, že jakákoli příčina na světě má následek a naopak. Náš svět je proto nejlepší a nic na něm nemůže být zlepšeno. Pod vlivem svého učitele Candide s těmito názory souhlasí. Líbí se mu také slečna Kunigunda. Dívka na Candida pomyslí, když jednou Panglose spatří, jak dává jedné ze služebných ve křoví hodiny praktické fyziky. Candide se jednou s Kunigundou neočekávaně potká za španělskou stěnou. Ta upustí kapesníček, Candide jí ho podá a přitom vášnivě políbí. Přistihne je ale baron a prostého Candida vyžene ze zámku.
Candide přijde příští den do neznámého města s divným jménem, kde se setká s verbíři bulharského krále. (Bulharsko je zde alegorií Pruska.) Ti ho pohostí a potom v okovech odvedou k vojsku. Tam se naučí pár cviků a odejde pryč. Brzy je chycen jako zběh a má na vybranou, buď proběhne šestatřicetkrát uličkou, nebo bude popraven. Candide nejprve zvolí uličku, ale dva tisíce mužů ho po dvou kolech zbije tak, že se smíří s popravou. Bulharský král, který vojenský tábor právě navštívil, mu uděluje milost.
Vypukne válka mezi Bulharskem a Abarií. (Abarové či Avarové jsou alegorií Francouzů.) Dojde ke krvavé bitvě. Candide přežije a z bitevního pole plného mrtvých a umírajících utíká zpustošenou krajinou do Holandska. Protlouká se tam jako žebrák, je zatčen, pokřtěn horlivými misionáři a nakonec se ho ujme zbožný novokřtěnec Jakub. Candide potká zuboženého žebráka, slituje se nad ním, dá mu almužnu, a teprve když se mu žebrák vrhne kolem krku, pozná svého učitele Panglose. Candide se Panglose ujme a spolu s Jakubem o něho pečují. Panglos se zotaví a Candidovi sdělí strašlivou zprávu; Kunigunda je mrtva! Bulharští vojáci zámek přepadli, celý zpustošili, vyloupili a všechny povraždili. Kunigundu prý nejprve znásilnili a pak jí rozpárali břicho. Nešťastný Candide několikrát omdlí. Později se Panglose zeptá, proč tak těžce onemocněl, ten mu odpoví, že ho syfilidou nakazila jeho milenka, ona komorná ze zámku. Jakub o Panglose pečuje, vyléčí ho (ten přijde o jedno oko a ucho) a všichni se vypraví do Lisabonu.
Cestou jejich loď ztroskotá v bouři. Přežijí pouze Candide, Panglos a krutý námořník, který opustil tonoucího Jakuba, přestože mu zbožný muž krátce předtím zachránil život. Lisabon, kam nakonec všichni doplavou na troskách zničené lodi, krátce poté stihne strašné zemětřesení. Mnoho obyvatel zahyne, naši cestovatelé však přežijí. Panglos a Candide pomáhají postiženým obyvatelům, zatímco námořník okrádá mrtvé a za naloupené peníze si koupí dívku. Nehledě na prožité útrapy a tragické události je Panglos stále přesvědčen, že na světě je všechno, jak má být. Brzy je zatčen inkvizicí a spolu s Candidem a několika dalšími nešťastníky označen za viníky zemětřesení. Panglos je oběšen a jeho spoluobvinění upáleni. Candide je potrestán pouze veřejným výpraskem. Po vykonaném trestu začne pochybovat o platnosti názorů svého učitele, kterým dosud bezvýhradně věřil. V té době se setká se stařenkou, která mu z neznámých důvodů poskytne přístřeší, jídlo a další životní potřeby. Starou ženu poslala Kunigunda, považovaná za mrtvou. Když se s ní překvapený a nevýslovně šťastný Candide setká, vypráví mu, co se událo od jeho vyhnání ze zámku. Byla skutečně znásilněna a rozpárali jí břicho, jeden bulharský velmož se jí ale ujal a po čase ji prodal židovi, donu Issacharovi, který jí z náklonnosti daroval dům. Zalíbila se také Velkému inkvizitorovi, a ten se s židem domluvil, že bude v dohodnutých dnech Kunigundu navštěvovat. Ona stále ještě oběma odolává.
Z rozmluvy je vyrušil don Issachar, který Kunigundu přišel navštívit. Rozlíceně se na Candida vrhl s nožem, ten se ubránil a Issachara zabil mečem, který mu přinesla stařena. Candide, Kunigunda a stařena se rozhodly uprchnout, a když při přípravě útěku přišel na návštěvu inkvizitor, Candide zabil i jeho v přesvědčení, že mu hrozí upálení. Poté trojice prchá do přístavu Cádiz.
Druhá část novely se odehrává v Americe. Cestou do Buenos Aires vypráví stařena o svém životě, prohlašuje se za dceru papeže Urbana X., která byla unesena berberskými piráty a prožila mnoho nešťastných let v Maroku, Turecku a Rusku, až se nakonec seznámila s donem Issacharem. Všichni tři se dostanou do Buenos Aires, kde se guvernér Don Fernando d'Ibarra y Figueroa y Mascarenes y Lampourdos y Souza zamiluje do Kunigundy. Do města přijede důstojník, který chce Candida zatknout za vraždu Velkého inkvizitora. Candide se sluhou Cacambem prchají do Paraguaye. Velitel na hranicích se ukáže být Kunigundiným bratrem, jenž se po svém zázračném zmrtvýchvstání přidal k jezuitům. Když mu Candide sdělí, že Kunigundu miluje a chce si ji vzít za ženu, bratr ho napadne, dojde k souboji a Candide ho probodne kordem. Na útěku se Candide a Cacambo setkají se ženami, které obtěžují dvě velké opice, Candide zvířata zabije, ale ženy je oplakávají. Vyjde najevo, že to byly milenecké páry. Candida a Cacamba zajmou lidojedi Orejones a chtějí je uvařit v kotli. Jakmile však zjistí, že nejde o jezuity, propustí je na svobodu.
Poté se cestovatelé dostanou do Eldoráda, kde jsou ulice pokryty zlatem, neexistují tam kněží a král má smysl pro humor. Candide tu není šťastný, protože touží po Kunigundě, a velkorysý král mu dovolí odejít dívku hledat. Cacambo odchází s ním. Král je na cestu vybaví stovkou nákladních ovcí (tj. lam) a množstvím peněz. Candide však peníze zčásti poztrácí a zčásti jsou mu ukradeny. Dvojice dorazí do Surinamu, kde se Candide chystá na cestu do Evropy, zatímco Cacambo odjíždí do Buenos Aires, aby přivedl Kunigundu. Candide se zatím v Surinamu spřátelí s pesimistickým manichejcem Martinem, který hlásá, že hmotný svět byl stvořen Ďáblem.
Po celou cestu do Evropy se Candide a Martin dohadují o filozofii a podstatě světa. Přes Bordeaux doplují do Anglie, kde jsou svědky popravy admirála, odsouzeného za to, že nezabil dost nepřátel. Vyděšený Candide uprchne z Anglie do Benátek, kde potká prostitutku Paquettu, jež nakazila Panglose syfilidou a nyní žije se zpustlým theatinským mnichem Girofléem. Oba vypadají šťastně, ale v nitru jsou zoufalí. Candide daruje Paquettě dva tisíce piastrů, tisíc dá Girofléeovi.
Na banketu u benátského šlechtice Pococuranta se Candide setká s Cacambem, jenž mu oznámí, že Kunigunda se nyní nachází v Konstantinopoli. Než odjedou z Benátek, potkají na karnevalu šest podivných maškar, jsou to přestrojený ruský car, turecký sultán, princ Karel Eduard Stuart, Theodor z Korsiky, saský kurfiřt August a polský král Stanislav, kteří si tu chtěli inkognito užít sexu.
Cestou do Konstantinopole pozná Candide mezi veslaři na galéře Panglose a Kunigundina bratra. Přes všechny peripetie, jimiž si prošel, Panglos stále nemění své filozofické názory. V Konstantinopoli najde Candide Kunigundu, jak u knížete Rákocziho myje nádobí. Candide ji vykoupí z otroctví, a přestože která už není vůbec hezká, chce se s ní oženit, ale její bratr si nepřeje, aby se za kohokoli vdala. Je však vzápětí prodán do otroctví, takže do ničeho nemůže mluvit. Candide pro sebe a Kunigundu koupí z posledních peněz malou farmu, kam za ním přichází Paquette a Giroflée, tři tisíce piastrů utratili a jsou bez prostředků.
Na konci příběhu se Candide se svými přáteli vypraví za moudrým dervišem a chce se od něj nechat poučit o filozofii, podstatě dobra a zla. Derviš mu ale zabouchne před nosem dveře. Při zpáteční cestě se setkají s Turkem, jenž si předsevzal věnovat život jednoduché práci a nezabývat se vnějšími záležitostmi. On a jeho čtyři děti pracují na své zahradě a žijí bez tří zel: nudy, bídy a zločinu. Candide, Panglos, Martin, Kunigunda, Paquette, Cacambo, stařena a Giroflée zůstanou spolu na Candidově farmě, aby každý vykonával práci, pro niž má největší talent. Panglos se holedbá, že všechno se ukázalo jako nejlepší možné pro potřeby všech, Candide ho ale vyzve, aby šel spolu s ním a s ostatními pracovat na zahradu.

## Adaptace
- 1970 Candide - dramatizace Jaroslav Vostrý; spoluautoři Alena Vostrá a Jan Cziviš, premiéra v Činoherním klubu v Praze roku 1970, v hlavní roli Jiří Hrzán; přeloženo do finštiny, srbochorvatštiny a slovenštiny.
- třídílná komiksová série – autor Karel Jerie:
  1. Candide (kniha první), Král Bulharů, BBart 2013
  2. Candide (kniha druhá), Velký inkvizitor, BBart 2015
  3. Candide (kniha třetí), Eldorádo, BBart 2018